# Chelsea Manning
Chelsea Manning (n. Bradley Edward Manning; n. 17 decembrie 1987, Oklahoma City, Oklahoma, SUA) este un ostaș al armatei americane care a fost pus sub acuzație de curtea marțială în iulie 2013 după ce acesta a dezvăluit pe Wikileaks aproape trei sferturi de milion de documente clasificate și neclasificate militare și diplomatice.

## Documentele dezvăluite
Acestea conțineau, printre altele, peste 400,000 de rapoarte ale armatei despre Războiul din Iraq si in jur de 90,000 rapoarte din Războiul din Afganistan și două filmări, una de la atacul aerian de pe 12 iulie 2007 din Baghdad și a doua de la atacul aerian din Granai.

## Legături externe
Materiale media legate de Chelsea Manning la Wikimedia Commons
- Chelsea Manning pe Twitter
- Chelsea Manning la Internet Movie Database
- Federal Election Commission (FEC) Form 2 Statement of Candidacy filed 11 ianuarie 2018 by Chelsea Elizabeth Manning
- Federal Election Commission (FEC) Maryland – Senate Candidate Financial Totals including Chelsea Elizabeth Manning
- Chelsea Manning for U.S. Senate campaign website Arhivat în 26 aprilie 2018, la Wayback Machine.